# 刘吉生住宅及爱神花园
刘吉生住宅及爱神花园是中国上海的一座历史建筑，位于静安区巨鹿路675-681号，在巨鹿路南侧，陕西南路与襄阳北路之间。

## 历史
该建筑建于1931年，位于原上海法租界西部新区的巨籁达路，原为火柴大王刘吉生的花园住宅，赠予妻子刘陈定贞作结婚40周年纪念。花园中心喷泉有一尊希腊神话人物普赛克半裸雕像。该建筑由匈牙利著名建筑师邬达克设计，是邬达克生涯中代表作品，今为上海作家协会所在地及海上艺术馆。
1999年，刘吉生住宅及爱神花园被列为第三批上海市优秀历史建筑，编号为B-Ⅲ-11 。